# محمود باشا (والي)

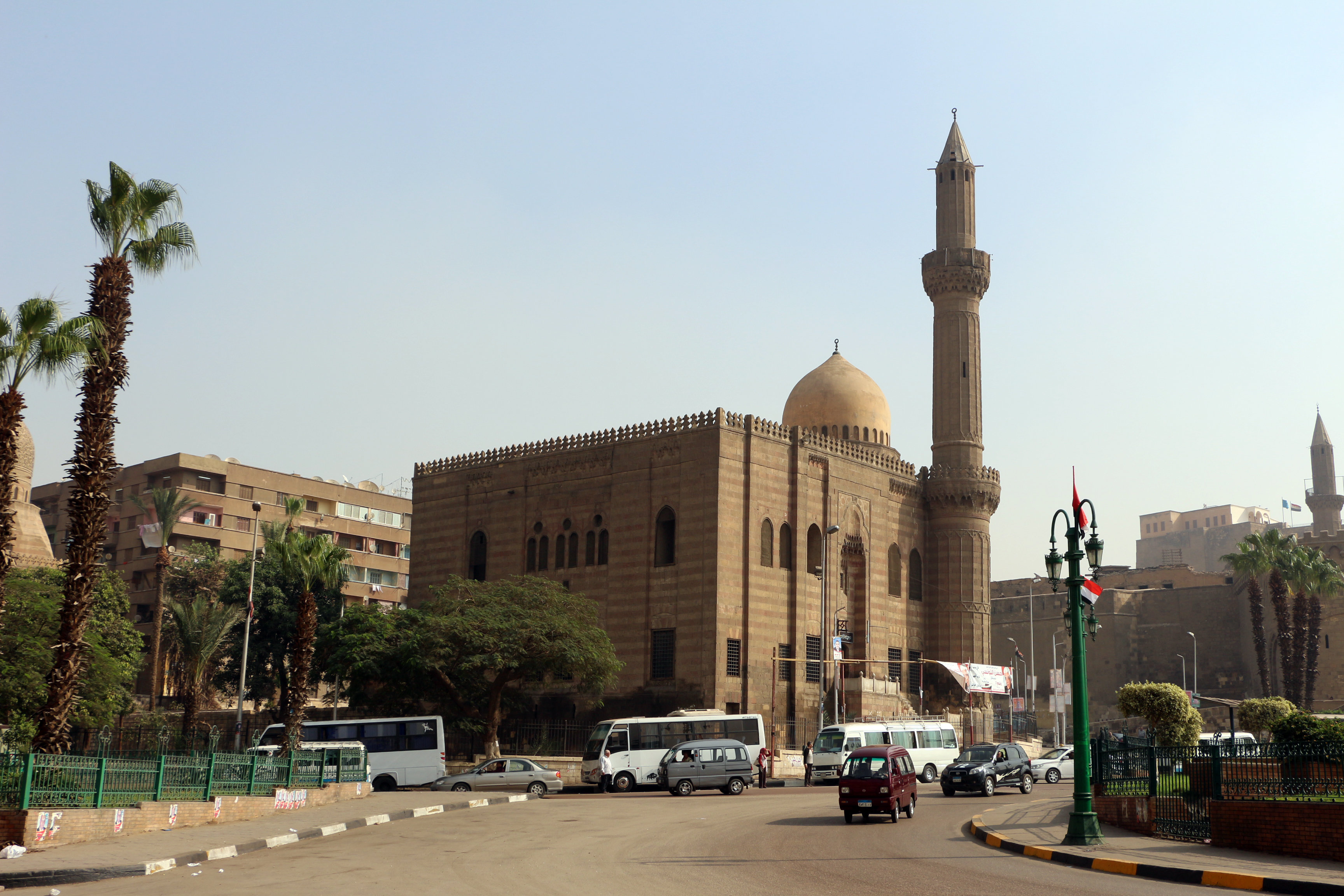
مسجد المحمودية بالقاهرة

محمود باشا ( ??? - قُتل في 1567م ) رجل دولة عثماني كان حاكماً ( بكلربك ) لإيالة اليمن من عام 1561 حتى عزله عن المنصب عام 1565م، وحاكماً على إيالة مصر من عام 1566م حتى اغتياله في مكتبه بطلق ناري عامل 1567م، خلال ولايته توفي السلطان سليمان القانوني في صفر 974هـ/ سبتمبر 1566م وتولى عرش السلطنة العثمانية السلطان سليم الثاني.. وُصف بالفساد وعدم الضمير" وأُشيع عن كراهيته لخلفه على اليمن رضوان باشا <meta/>وتعمد إفساد ولابته آنذاك .
خلال ولايته على مصر بنى مسجداً باسمه في القاهرة يُعرف حتى الآن بمسجد المحمودية .